# Oronzio De Donno
Ne doit pas être confondu avec Oronzio De Donno (1754 - 1806).
Oronzio De Donno (Maglie, 17 octobre 1819 - Lecce, 21 juillet 1886) est un avocat et personnalité politique italienne.

## Biographie
Oronzio De Donno commence son activité politique en s'inscrivant à la Giovine Italia de Giuseppe Mazzini. Impliqué dans les événements judiciaires qui ont suivi la répression des Bourbons, il se réfugie à Corfou, après avoir passé de longs mois dans la campagne de Maglie, sous la protection de divers seigneurs de la ville. De l'île grecque, il continue à maintenir le contact avec la Terre d'Otrante et avec les événements insurrectionnels du Risorgimento.
Afin de prendre une part active aux événements, il retourne en Italie et se présente au nouveau parlement de l' Italie unifiée pour le collège de Maglie (1861), choisissant le camp de la Droite historique modérée. 
Oronzio De Donno est élu au collège à trois reprises (1861, 1870 et 1874). Il a occupé des postes importants dans la magistrature de l'Etat comme conseiller à la Cour d'appel.
Oronzio De Donno est mort à Lecce le 21 juillet 1886.